# ألبرتا غالاتين
ألبرتا غالاتين (بالإنجليزية: Alberta Gallatin) هي ممثلة أمريكية، ولدت في 5 مايو 1861 في مقاطعة كابيل في الولايات المتحدة، وتوفيت في 25 أغسطس 1948 في نيويورك في الولايات المتحدة.

## وصلات خارجية
- ألبرتا غالاتين على موقع IMDb (الإنجليزية)
- ألبرتا غالاتين على موقع قاعدة بيانات برودواي على الإنترنت (الإنجليزية)